# Silentium Amoris
Albums de William Control
Noir
(2010)
Singles
1. Kiss Me Judas
Sortie : 27 mars 2012

Silentium Amoris est le troisième album studio du groupe américain William Control. Il est sorti le 2 avril 2012 sur Control Records. Kiss Me Judas est le premier single de l'album  et est sorti le 27 mars 2012.

## Pistes
Toutes les chansons sont écrites et composées par William Control.
| 1.    | Achtung                            | 1:23 |
| 2.    | We Are Lovers                      | 3:33 |
| 3.    | Kiss Me Judas                      | 4:21 |
| 4.    | I Am Your Jesus                    | 3:36 |
| 5.    | The Velvet Warms And Binds         | 4:59 |
| 6.    | Letters To The Other Side          | 3:42 |
| 7.    | Come Die With Me                   | 4:27 |
| 8.    | Atmosphere                         | 4:13 |
| 9.    | Omnia Vincit Amor                  | 4:33 |
| 10.   | Romance & Devotion                 | 3:57 |
| 11.   | True Love Will Find You In The End | 2:04 |
| 12.   | Failure Of All Mankind             | 5:12 |
| 13.   | Silentium Amoris                   | 1:22 |
| 48:00 |                                    |      |